# Fredrik Ed
Fredrik Ed född 3 oktober 1964 i Bjuv, Skåne, är en svensk tonsättare.
Ed studerade komposition vid musikhögskolan i Malmö och senare vid Fondation Royaumont i Paris. Ed har vid ett flertal tillfällen representerat Sverige vid Ung Nordisk Musik, där han sedermera även kom att bli ordförande.

## Verkförteckning i urval
Eds breda produktion spänner över alltifrån soloverk till verk för stor symfoniorkester
- Flesh (1991) Slagverkskvintett
- Vid (1994) Symfoniorkester
- Hyss (1995) för symfoniorkester
- Wig (1996) Stråktrio
- Drift (1998) för sinfonietta
- Djävulen i klocktornet (2001) Stycke för stråkorkester
- Vag (1999) för kontrafagott trombon slagverk och cello
- The harder they come (2002) för gitarr, harpa och piano